# Skelligöarna

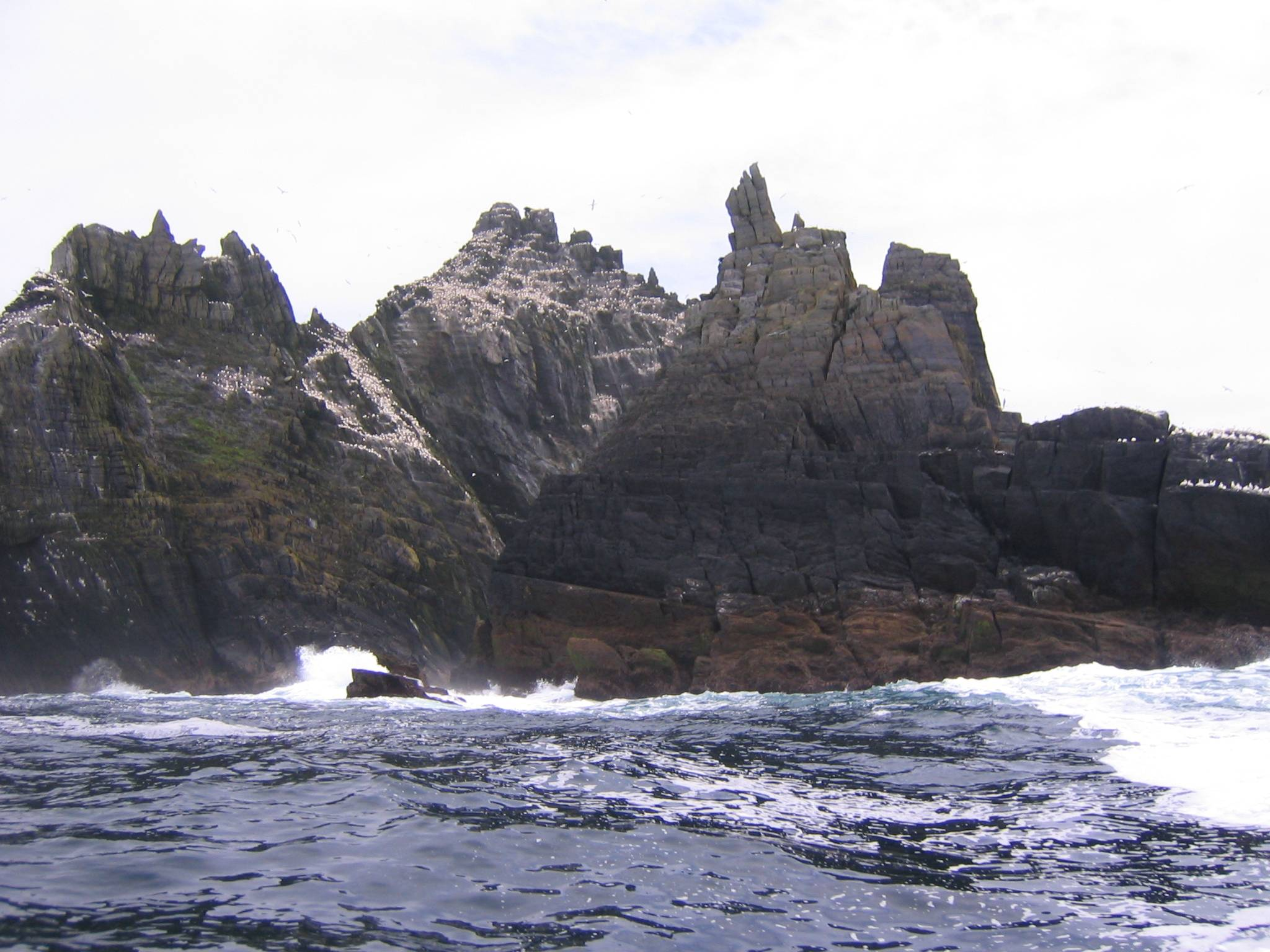
Little Skellig

Skelligöarna (engelska: Skellig Islands) är två små obebodda bergiga öar belägna 16 kilometer väster om Bolus Head på Ivereaghhalvön i grevskapet Kerry i Republiken Irland.
Den mindre ön är Little Skellig, den större är Great Skellig eller Skellig Michael. Båda är kända för sitt fågelliv och båda är naturreservat. Little Skellig har Irlands största havssulekoloni med cirka 20 000 par.
Great Skellig är känt för sitt gamla kloster vilket är uppskrivet på Unescos världsarvslista sedan 1996.
Öarna är på grund av sitt klara vatten populära bland dykare.